# Emre Gönensay
Emre Gönensay, né en 1937 à Kadıköy, est un économiste, un universitaire et un homme politique turc.

## Formation
Il termine le Robert College, fait son master à l'université Columbia et son doctorat à l'université de Londres.

## Carrière universitaire
Il devient professeur à l'université du Bosphore et devient le doyen de la faculté des sciences économiques et administratives de l'université (1970-1975).

## Carrière politique
Il est candidat de DYP aux élections législatives en 1987 pour être élire député de Manisa mais battu.
Il est principal conseiller chargé de l'économie, du premier ministre (1991-1993) et du président de la République Süleyman Demirel (1993-1994) et de la première ministre Tansu Çiller (1994-1995).
Il est élu député de DYP d'Antalya en 1995. Il est ministre des affaires étrangères du 6 mars 1996 au 28 juin 1996.